# Старый Волчинец
Ста́рый Волчине́ц (укр. Стари́й Вовчине́ць)село в Каменецкой сельской общине Черновицкого района Черновицкой области Украины.
До 2020 года входило в Глыбокский район
Население по переписи 2001 года составляло 2039 человек. Почтовый индекс — 60440. Телефонный код — 3734. Код КОАТУУ — 7321086301.